# 읽기 요법
읽기 요법 또는 독서치료(Bibliotherapy)는 책을 사용하여 정신적 건강을 위해 사용하는 치료 방법을 일컫는 말이다. 라는 말의 어원은 biblion(책, 문학)과 therapeia(도움이 되다, 의학적으로 돕다, 병을 고쳐주다)란 그리스어의 두 단어가 결합된 복합어로서 문학이 치료적인 특성을 가졌다는 기본 가정에서 출발한 용어이다.
즉, 전반적인 발달을 위해 책을 사용하며, 책은 독자의 성격을 측정하고 적응과 성장, 정신적 건강을 위해 사용되기도 하는데 그 책과 독자의 상호 작용을 독서치료라고 한다. 그리고 선택된 도서 자료에 내재된 생각이 독자의 전신적 또는 심리적 질병에 치료적인 영향을 줄 수 있다는 개념이다.

## 참고 자료
- 김현희; 명창순; 이동희; 이리아; 이승연 (2010년). 《상호작용 독서치료 사례집》. 학지사. ISBN 9788963305134.